# Eulinognathus allactagae
Eulinognathus allactagae är en insektsart som beskrevs av Johnson 1957. Eulinognathus allactagae ingår i släktet Eulinognathus och familjen ledlöss. Inga underarter finns listade i Catalogue of Life.